# Большая Семёновская улица
Больша́я Семёновская у́лица — улица в Восточном административном округе города Москвы на территории района Соколиная Гора. Пролегает между Электрозаводской улицей (Электрозаводским мостом) и ул. Измайловский Вал. Улица начинается с Электрозаводского моста через реку Яузу.
Проходит параллельно Малой Семёновской улице, 1-му Электрозаводскому переулку и 2-му Электрозаводскому переулку, а также улице Титова (бывш. 3-му Электрозаводскому переулку).
Нумерация домов ведётся от Электрозаводской улицы (и Электрозаводского моста).

## Происхождение названия и история
Название сложилось в XVIII в. — по бывшему селу Семёновское на месте слободы Семёновского полка — Семёновской солдатской слободы.
До 1917 года в доме 21 находилось «Переведеновское городское муниципальное училище» (2-е Переведеновское мужское училище).

## Примечательные здания и сооружения
На улице всего: 74 дома.
По нечётной стороне:
- № 11 — бизнес-парк «Соколиный дворик».
- № 17А — Торговый центр «Март».

По чётной стороне:
- № 20 — Торговый центр «Заря».
- № 28 — Здание торгового комплекса «Покров мост» (2001, архитекторы Н. Лызлов, С. Каверина, А. Краснов)[4];
- № 38 — Школьное здание (1928, архитекторы Н. Рыбченков, А. Жаров)[5], ныне — Московский государственный технический университет «МАМИ».

### Мосты через Яузу
- Электрозаводский мост.

## Транспорт

### Наземный транспорт
На всём протяжении улицы по ней проходят автобусы м3, м3к, т22, т32, т88, 59, 86, 552, 604, н3.

### Железнодорожный транспорт
- Платформа «Электрозаводская» Казанского направления Московской железной дороги.

### Метро
- Электрозаводская и  Электрозаводская — начало улицы;
- Семёновская — конец улицы.